# Mala Supoiivka, Zhurivka
Mala Supoiivka (în ucraineană Мала Супоївка) este o comună în raionul Zhurivka, regiunea Kiev, Ucraina, formată numai din satul de reședință.

## Demografie
Componența lingvistică a comunei Mala Supoiivka
     Ucraineană (97,92%)
     Rusă (1,91%)
     Alte limbi (0,17%)
Conform recensământului din 2001, majoritatea populației comunei Mala Supoiivka era vorbitoare de ucraineană (97,92%), existând în minoritate și vorbitori de rusă (1,91%).